# Sui giovani d'oggi ci scatarro su
Sui giovani d'oggi ci scatarro su è un singolo del gruppo alternative rock italiano Afterhours, pubblicato nel 1998 da Mescal ed estratto dall'album Hai paura del buio? del 1997.
Nel 2014 una cover dei Ministri viene inclusa nella versione reloaded di Hai paura del buio?.

## Tracce
1. Sui giovani d'oggi ci scatarro su
2. Pelle
3. Posso avere il tuo deserto (live acustico)
4. Jealous guy (live on Radio Popolare)